# Santo Tomás (Costa Rica)
Santo Tomás è un distretto della Costa Rica facente parte del cantone di Santo Domingo, nella provincia di Heredia.
Santo Tomás comprende 2 rioni (barrios):
- Pacifica
- Santo Tomás